# Laticilla burnesii
A Laticilla burnesii a madarak osztályának verébalakúak (Passeriformes) rendjébe és a Pellorneidae családjába tartozó faj.

## Rendszerezése
A fajt Edward Blyth angol zoológus írta le 1844-ben, az Eurycercus nembe  Eurycercus burnseii néven. Sorolták a Prinia nembe Prinia burnesii néven is.

## Előfordulása
Dél-Ázsiában, India, Nepál és Pakisztán területén honos. A természetes élőhelye a szubtrópusi vagy trópusi szezonálisan elárasztott legelők és cserjések, valamint édesvizű tavak, mocsarak, folyók és patakok környéke. Állandó, nem vonuló faj.

## Megjelenése
Testhossza 17 centiméter, testtömege 19 gramm.

## Életmódja
Rovarokkal táplálkozik.